# Ступакова, Антонина Васильевна
Ступакова Антонина Васильевна (род. 21 декабря 1962) — советский и российский геолог, специалист в области геологии и геохимии горючих ископаемых. Родилась в Москве. Отец - кандидат геолого-минералогических наук Василий Петрович Ступаков (род. 25 февраля 1924 года). В 1980 году окончила среднюю школу 207 г. Москвы. В 1985 году окончила геологический факультет МГУ. В 2001 году получила ученую степень доктора геолого-минералогических наук. С 2004 г. имеет ученое звание профессора, работает в должности заведующего кафедрой геологии и геохимии горючих ископаемых геологического факультета МГУ. Является автором многочисленных научных работ по геологии.